# طريق 73 د (الإمارات العربية المتحدة)
طريق د 73 والمعروف أيضًا باسم شارع الضيافة أو طريق زعبيل الثاني هو طريق يقع في دبي ، الإمارات العربية المتحدة.

## الإمتداد
```
ينبع الطريق من جميرا ، ويمتد باتجاه الجنوب الشرقي بشكل متعامد مع D 94 (شارع جميرا). D 73 على حدود محليات الجافلية والسطوة.
```

## التقاطع
```
يشكل تقاطع الطريق مع E 11 (شارع الشيخ زايد) بالقرب من زعبيل دوار المركز التجاري.
```

## المنشآت
تشمل المعالم الهامة على طول طريق D 73 ، يونيون هاوس ، فندق جميرا روتانا ، ريدجز بلازا ، مونارك دبي ، برج اتصالات 2 ومركز دبي